# بيفرونغن
بورونغن (بالألمانية: Beverungen) هي بلدة ألمانية تقع في ألمانيا في هوكستر.  يقدر عدد سكانها بـ 14,349 نسمة .